# Piophila vitrea
Piophila vitrea är en tvåvingeart som beskrevs av Mcalpine 1989. Piophila vitrea ingår i släktet Piophila och familjen ostflugor. Inga underarter finns listade i Catalogue of Life.